# 库努纳拉
库努纳拉是位于西澳大利亚州远北部的一个小镇，位于金伯利地区的东端，距离北领地约37（23英里）。库努纳拉开始建立城镇是为更好地服务于奥德河灌溉计划。
库努纳拉是布鲁姆以北西澳大利亚最大的城镇，最近的城镇是距离100（62英里）的温德姆。库努纳拉与珀斯通过大北部公路距离3,040（1,889英里）。
该镇被风景秀丽的山丘环绕位于金伯利地区远东北部，拥有丰富的淡水，由奥德河引水坝和主要的奥德河水坝保护着。
多年来，奥德河灌溉区（ORIA）种植的热带农业作物发生了变化。旅游业和采矿业对当地经济也很重要。